# Isola dei Cervi
L'isola dei Cervi (in francese Île aux Cerfs, in lingua inglese Deer Island), è un isolotto che si trova in prossimità dell'isola di Mauritius nell'oceano Indiano. È situato all'interno della stessa barriera corallina che racchiude tutta l'isola mauriziana. L'Isola dei Cervi è sulla costa est dell'isola di Mauritius ed è uno dei più attraenti luoghi di villeggiatura di tutto il paese, raggiungibile solo tramite battello o motoscafo.
Il nome è dovuto all'antica presenza, sull'isolotto come in tutto il resto di Mauritius, di cervi, portati dagli olandesi per usarli durante le battute di caccia. Se sull'isola maggiore è ancora possibile incontrarne esemplari allo stato brado, dall'isola che porta il loro nome sono praticamente scomparsi. "Cervo" (cerf in francese o biche per la femmina del cervo), è un nome che ricorre spesso nella toponomastica dell'isola di Mauritius.
È famosa per le grandi distese di sabbia fine e bianca, di origine corallina, che la circondano. Presso l'isola dei Cervi vengono praticati molti sport acquatici, ulteriore attrazione per i numerosi turisti. All'interno dell'isola, invece, è presente un campo da golf.

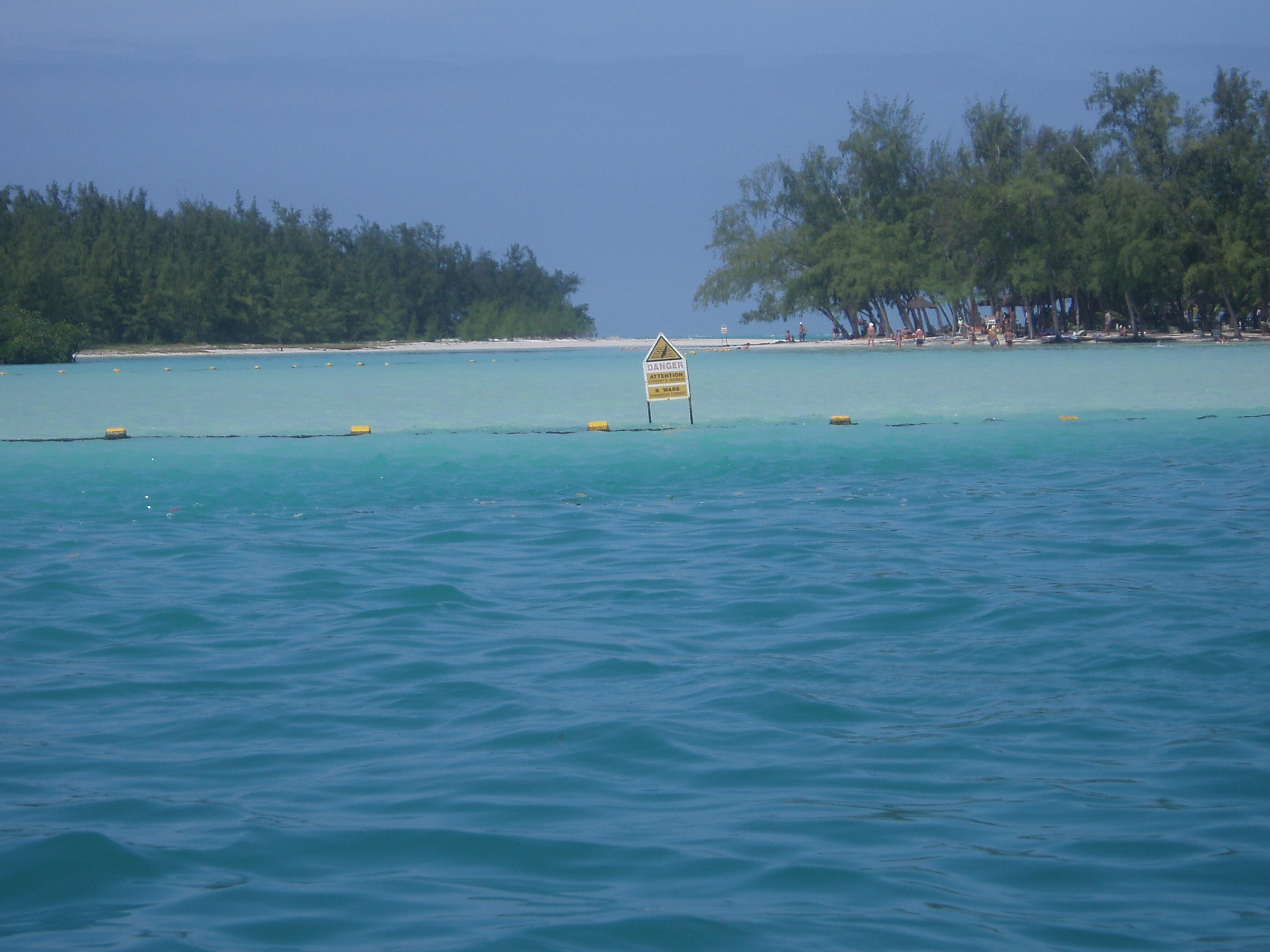
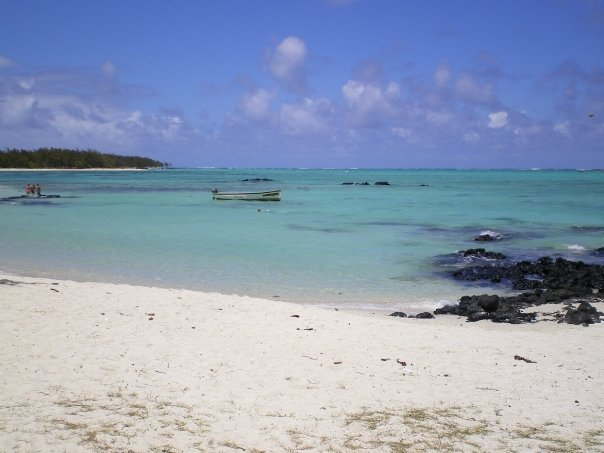